# Dyschromie
La dyschromie est une lésion élémentaire en pathologie dermatologique. Elle se caractérise par une macule de couleur différente de la peau, correspondant à une pigmentation anormale.
La pigmentation peut être excessive ou insuffisante, localisée ou généralisée.

## Dyschromies généralisées
- Albinisme
- Argyrisme
- hémochromatose
- Maladie d'Addison

- Mélanodermie Arsenicale
- ochronose
- maladie de Wilson

## Dyschromies régionales
- Mélasma
- cicatrices
- éphélides
- érythème pigmenté fixe
- lèpre achromiante
- mélanose de Riehl
- mélanose des tourneurs
- Pityriasis versicolor
- sclérodermie en gouttes
- syphilides achromiantes (collier de Vénus chez la femme)
- Vitiligo

## Pigmentations localisées
- pigmentations næviques
  - nævus pigmentaire
  - maladie de Recklinghausen
  - acanthosis nigricans
  - incontinentia pigmenti
- urticaire pigmentaire